# جيمس سلك بكنغهام
جيمس سلك بكنغهام (بالإنجليزية: James Silk Buckingham)‏ (1786 - 1855 م) هو كاتب، صحفي ورحالة إنكليزي.

## ترجمته
ولد بكنغهام في فلشنغ، القرنوالية. كان والده فلاح وحصل بكنغهام في صغره على تعليم محدود. قضى طفولته وهو يجوب البحر، وفي سنة 1797م أسره الفرنسيين في لاكورونيا. وقد زار مصر وجابها من أقصى شمالها إلى جنوبها سنة1812م وبرحلة إلى فلسطين سنة 1814م، ورحلة ثالثة إلى سوريا والعراق وإيران سنة 1816م. وسجل ملحوظاته عن الحياة في تلك البلدان وعادات سكانها وتقاليدهم بالتفصيل. ونشر كتاباته عن الترحال في فلسطين في سنة 1821م، ونشر عام 1825م كتاباته عن السفر مع القبائل العربية. ثم عاش في الهند لفترة، وعمل موظفُا في شركة الهند الشرقية واشتغل في الصحافة حيث أصدر جريدة كلكتا وكان ذلك سنة 1818م. لاقت المجلة رواجا كبيرا في بدايتها، ولكن في سنة 1823م اغلقت السلطات البريطانية المجلة وطرد بكنغهام من الهند بسبب الانتقادات اللاذعة التي وجهتها المجلة إلى شركة الهند الشرقية، فعمل جون ادم والذي كان مسؤولا في الشركة على اقصائه. رفعت قضيته إلى مجلس العموم عام 1834م وعوض من قبل الشركة مبلغ 500£ سنويا.

## مؤلفاته
- رحلتي إلى العراق - ترجم هذا الكتاب سليم طه التكريتي، مطبعة أسعد - بغداد (1968م).[3]